# Litos (football, 1967)
Pour les articles homonymes, voir Litos.
Luís Filipe Vieira Carvalhas, plus communément appelé Litos, est un footballeur portugais né le 6 janvier 1967 à São João da Madeira. Il évoluait au poste de milieu.

## Biographie

### En club
Formé au Sporting Portugal, il commence sa carrière professionnelle avec les Lions de Lisbonne en 1984,,.
Après huit saisons au Sporting, il quitte le club en 1992 pour rejoindre le Boavista FC,,.
Lors de la saison 1994-1995, il évolue avec le Sporting Braga,,.
Il joue ensuite pendant une saison avec le GD Estoril-Praia,,.
De 1996 à 1998, il est joueur au sein des Lusitanos Saint-Maur en France,,.
En 1998, il est transféré au SC Beira-Mar, il ne joue aucun match avec ce club et rejoint immédiatement l'Atlético CP. Il raccroche les crampons à la fin de la saison 1998-1999,,.
Il dispute un total de 117 matchs pour 12 buts marqués en première division portugaise,. Au sein des compétitions européennes, il dispute 23 matchs en Coupe UEFA pour trois buts marqués et 4 matchs en Coupe des vainqueurs de coupe pour aucun but marqué.

### En équipe nationale
International portugais, il reçoit deux sélections en équipe du Portugal en 1985, toutes deux dans le cadre des qualifications pour la Coupe du monde 1986. Le 12 octobre, il joue contre Malte (victoire 3-2 à Lisbonne). Le 16 octobre, il dispute un match contre l'Allemagne de l'Ouest (victoire 1-0 à Stuttgart).

### Entraîneur
Après sa carrière de joueur, il entraîne des clubs portugais et mozambicains,.